# El coro de la cárcel
El coro de la cárcel és un programa de telerealitat de Televisió Espanyola en el qual un grup de presos són seleccionats per a formar un cor dins de la presó. Al llarg de les setmanes que dura el programa, no sols reflecteix els progressos musicals dels presos, si no que també pretén donar a conèixer com és la vida dins de la presó, i com les moltes de les persones que habiten les seves cel·les són éssers absolutament normals que estan pagant per un error i que busquen una segona oportunitat quan tornin a recuperar la seva llibertat.

## Història
El coro de la cárcel és un format original de la productora basca 3 Koma que ha collit un gran èxit a nivell internacional. La primera edició del programa, també emesa per TVE, va tenir lloc durant l'estiu de 2006. En aquella ocasió, dotze presos de la presó del Dueso (Santoña, Cantàbria) van ser seleccionats per a formar part d'un cor. La finalitat del programa va més enllà del musical, ja que pretén que els presos seleccionats trobin en la música el vehicle de la seva reinserció en la societat que es trobaran a la sortida de la presó.
Els concursants, tots homes, complien condemnes per delictes relacionats amb robatoris menors o el tràfic de drogues. Cada capítol de la primera edició del programa es va centrar en un dels protagonistes, on relataven les seves terribles històries personals, els seus somnis, les seves inquietuds.
Durant les 8 setmanes que va durar aquesta primera edició, la professora i els seus alumnes van preparar un repertori de 10 cançons que interpretaren a l'últim programa davant dels seus companys de presó. Els integrants del grup musical El Consorcio van ser els convidats d'honor d'aquest concert en el qual, a més, van cantar la cançó "Eres tú" al costat dels presos.

## La segona edició
El 22 de setembre de 2008 va començar la segona edició d' El coro de la cárcel que té lloc a la presó mixta de Mansilla de las Mulas (Lleó). Com a principal novetat, el cor estarà integrat per 10 homes i 5 dones, tots ells pertanyents als mòduls de respecte de la presó.
En aquesta ocasió l'encarregat de dirigir el cor serà Xavier Torras, un jove músic que anteriorment havia treballat com a director de musicals.

## L'èxit internacional
La primera edició d' El coro de la cárcel va ser nominada als Premis Emmy Internacionals l'any passat. També ha resultat guanyador del Festival de Televisió de Banff (el Canadà) en la categoria millor reality i ha estat seleccionat per l'UER (Unió Europea de Ràdio-Televisió) com un dels deu millors formats de televisió de 2006. Va rebre un esment especial als Premis Ondas 2006 i el premi Érguete Solidaridad 2007 a la comunicació. 15 són els països que han adquirit opcions per a produir el programa, que s'ha emès a Espanya, Noruega i Itàlia.
Noruega va ser el primer país a produir el format espanyol. La productora Nordisk Films va ser l'encarregada de realitzar el programa per a TvNorge amb el títol “Fengselskoret”. Es van produir 6 capítols emesos entre octubre i desembre de 2007 al late night dels diumenges.
Itàlia va arrencar al març de 2008 l'emissió d'una nova versió del programa per a MTV Itàlia: “Rock in Rebibbia”. En tractar-se d'una cadena amb una audiciència majoritàriament juvenil, van substituir el cor per la creació d'una banda de rock. La productora Wilder Srl va ser l'encarregada de realitzar la producció per al conegut canal musical. Durant deu setmanes, en el prime time dels dijous, els espectadors van poder acostar-se a l'interior de la presó romana de Rebibbia.
Per Perú, GV Producciones, va comprar els drets del format per realitzar El coro de la cárcel (Perú), emès per América Televisión.

## Temporades

### Primera temporada (2006)
| Temporada 1 |   |                      |                   |
| 1           | 1 | 5 de juliol de 2006  | 2 470 000 (16,5%) |
| 2           | 2 | 12 de juliol de 2006 | 1 931 000 (15,5%) |
| 3           | 3 | 19 de juliol de 2006 | 2 019 000 (15,7%) |
| 4           | 4 | 26 de juliol de 2006 | 1 632 000 (13,6%) |
| 5           | 5 | 2 d'agost de 2006    | 1 811 000 (15,7%) |
| 6           | 6 | 9 d'agost de 2006    | 1 519 000 (14,6%) |
| 7           | 7 | 16 d'agost de 2006   | 1 749 000 (14,5%) |
| 8           | 8 | 23 d'agost de 2006   | 1 420 000 (11,7%) |
| 9           | 9 | 30 d'agost de 2006   | 1 638 000 (12,7%) |

### Segona temporada (2008)
| Temporada 2 |    |                        |                 |
| 1           | 1  | 22 de setembre de 2008 | 856 000 (14,1%) |
| 2           | 2  | 29 de setembre de 2008 | 886 000 (13,8%) |
| 3           | 3  | 6 d'octubre de 2008    | 721 000 (14,6%) |
| 4           | 4  | 13 d'octubre de 2008   | 682 000 (11,6%) |
| 5           | 5  | 20 d'octubre de 2008   | 843 000 (15,6%) |
| 6           | 6  | 27 d'octubre de 2008   | 723 000 (15,8%) |
| 7           | 7  | 3 de novembre de 2008  | 695 000 (12,3%) |
| 8           | 8  | 10 de novembre de 2008 | 584 000 (11,2%) |
| 9           | 9  | 17 de novembre de 2008 | 700 000 (14,1%) |
| 10          | 10 | 24 de novembre de 2008 | 680 000 (12,9%) |
| 11          | 11 | 1 de desembre de 2008  | 744 000 (13,9%) |
| 12          | 12 | 8 de desembre de 2008  | 653 000 (12,2%) |
| 13          | 13 | 15 de desembre de 2008 | 666 000 (13,2%) |

### Tercera temporada (2009)
| Temporada 3 |    |                        |                   |
| 1           | 1  | 14 de setembre de 2009 | 1 096 000 (9,2%)  |
| 2           | 2  | 21 de setembre de 2009 | 1 092 000 (9,9%)  |
| 3           | 3  | 28 de setembre de 2009 | 807 000 (8,9%)    |
| 4           | 4  | 5 d'octubre de 2009    | 1 194 000 (10,0%) |
| 5           | 5  | 12 d'octubre de 2009   | 976 000 (8,4%)    |
| 6           | 6  | 19 d'octubre de 2009   | 1 064 000 (8,8%)  |
| 7           | 7  | 26 d'octubre de 2009   | 1 040 000 (8,3%)  |
| 8           | 8  | 2 de novembre de 2009  | 1 017 000 (7,9%)  |
| 9           | 9  | 9 de novembre de 2009  | 1 193 000 (9,1%)  |
| 10          | 10 | 16 de novembre de 2009 | 1 147 000 (8,7%)  |
| 11          | 11 | 23 de novembre de 2009 | 1 072 000 (7,8%)  |
| 12          | 12 | 30 de novembre de 2009 | 1 246 000 (9,4%)  |
| 13          | 13 | 7 de desembre de 2009  | 1 133 000 (8,5%)  |